# Jardí anglès
El jardí anglès, o millor jardí a l'anglesa, amb les seves formes irregulars, és sovint oposat al «jardí francès», del qual pren el contrapunt estèticament i simbòlica.

## El punt de vista del pintor

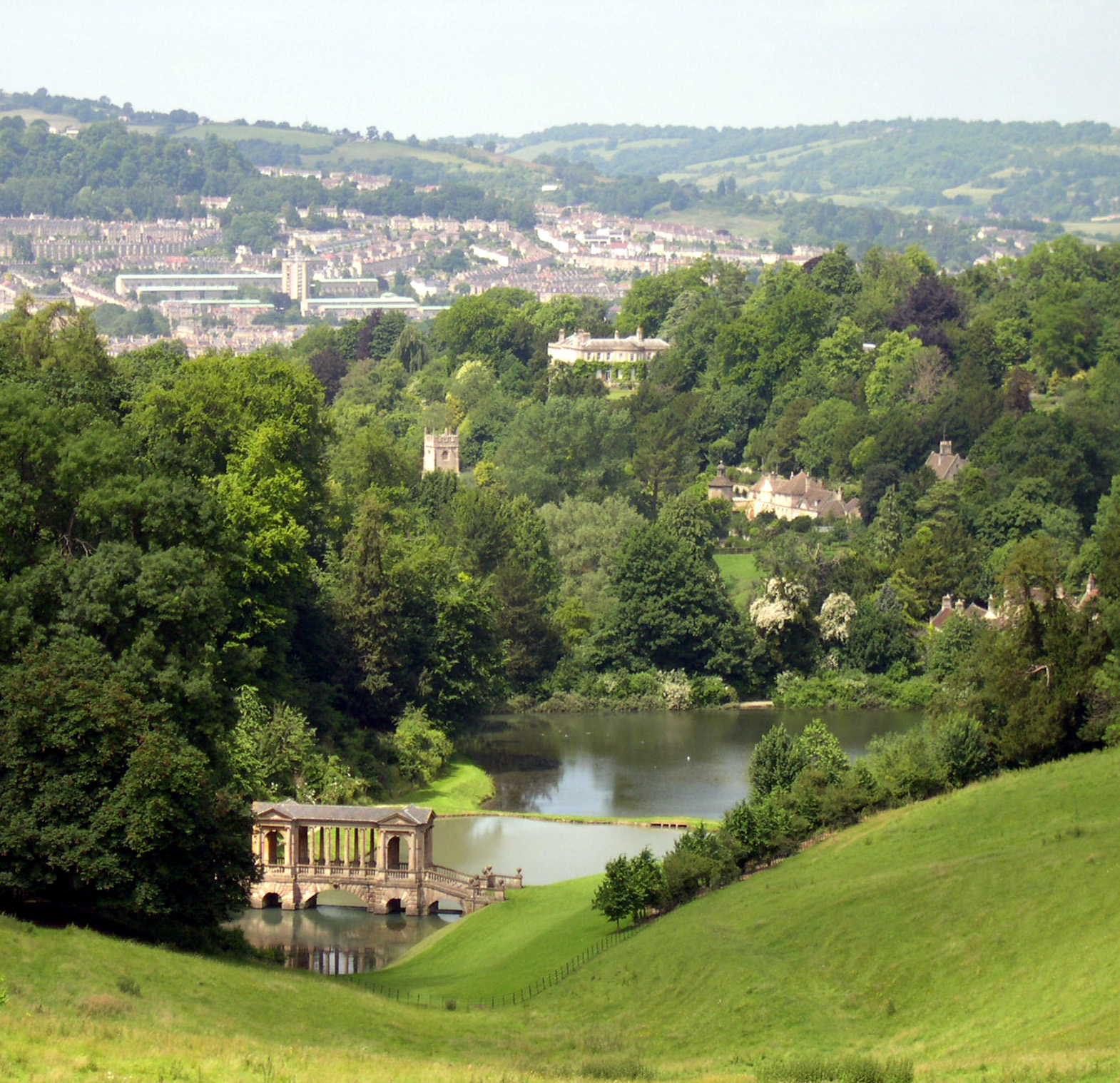
Prior Park a Bath

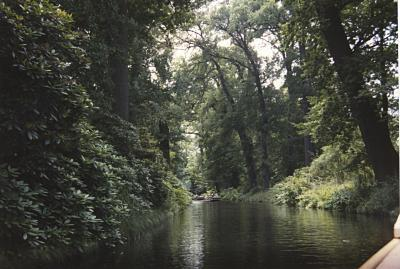
El Dessau-Wörlitz Garden Realm va ser un dels jardins a l'anglesa més grans del a Europa

Apareguts des del començament del segle xvi, els jardins a l'anglesa s'organitzen segons camins sinuosos treballant sobre punts de vista de «caràcter pintoresc»: aquests punts de vista són llocs on a un pintor li agradaria posar el seu cavallet.
És, doncs, natural que els seus dissenyadors siguin sovint pintors. Lluny del sistema geomètric dels jardins clàssics, concebuts per arquitectes, posen en valor a través dels punts de vista un element natural destacable: arbre rar amb el fullatge virolat, tronc torturat, gespa, rierol, estany, praderia o fins i tot esllavissada i precipici. El pintor William Kent (1685-1748) crea els primers jardins paisatges.
La composició des del punt de vista respon a les regles del quadre. Es recerquen l'equilibri dels volums, la varietat i l'acord dels colors i de les matèries vegetals.
La perspectiva òptica, explotada en el model clàssic, se substitueix per la perspectiva atmosfèrica, inspirada en la pintura anglesa, en la qual els efectes de profunditat són creats per la calitja que ofega les llunyanies o bé per la variació dels fullatges dels diferents bosquets del jardí.
L'organització del jardí a l'anglesa en una successió de punts de vista que empeny els dissenyadors a explotar més aviat que a corregir els accidents de l'indret. Els relleus es fan així miradors, els esfondraments de les grutes. El jardí és la joia de la casa (o del quiosc).

## Història

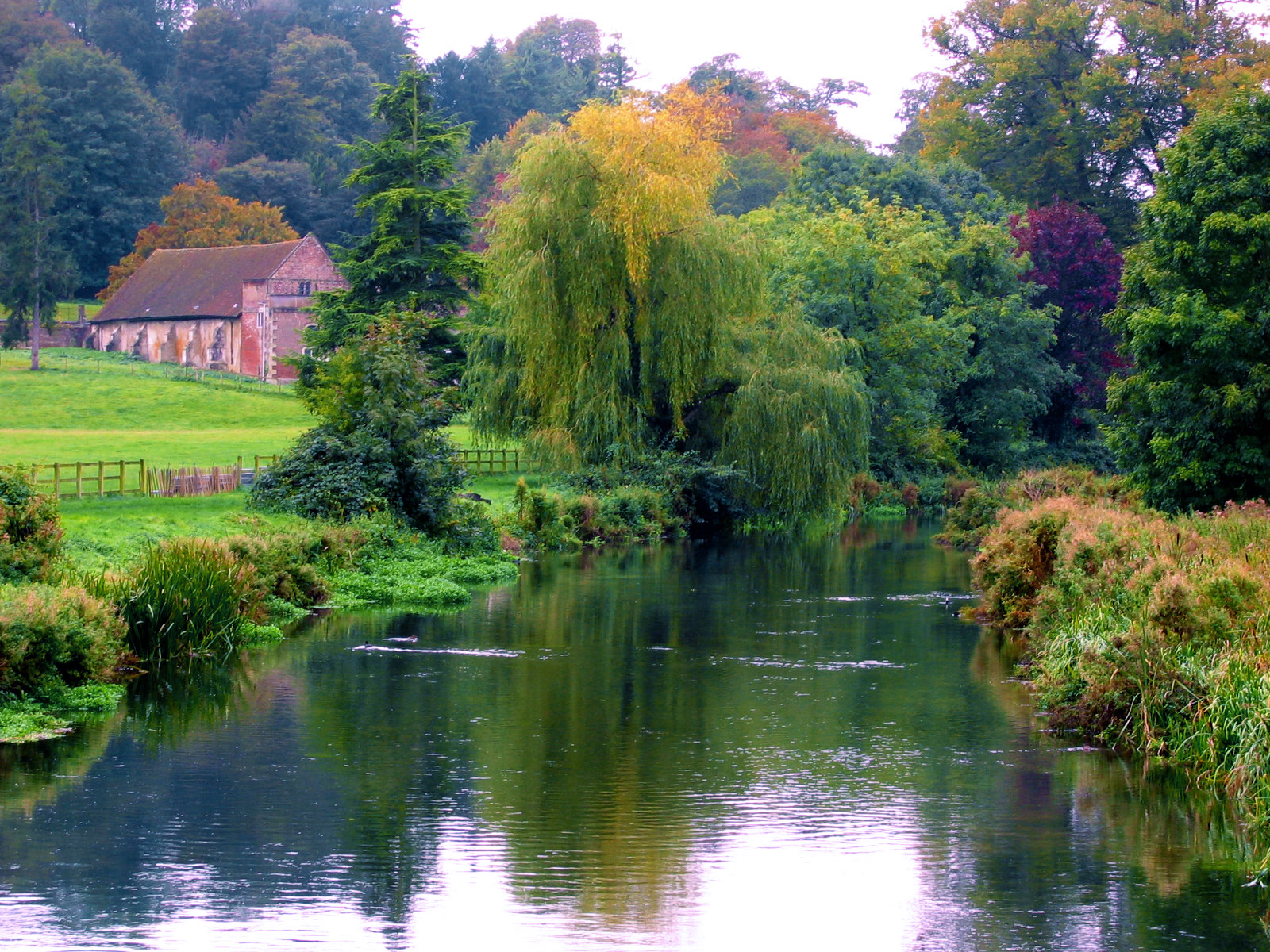
Els jardins de Wilton House

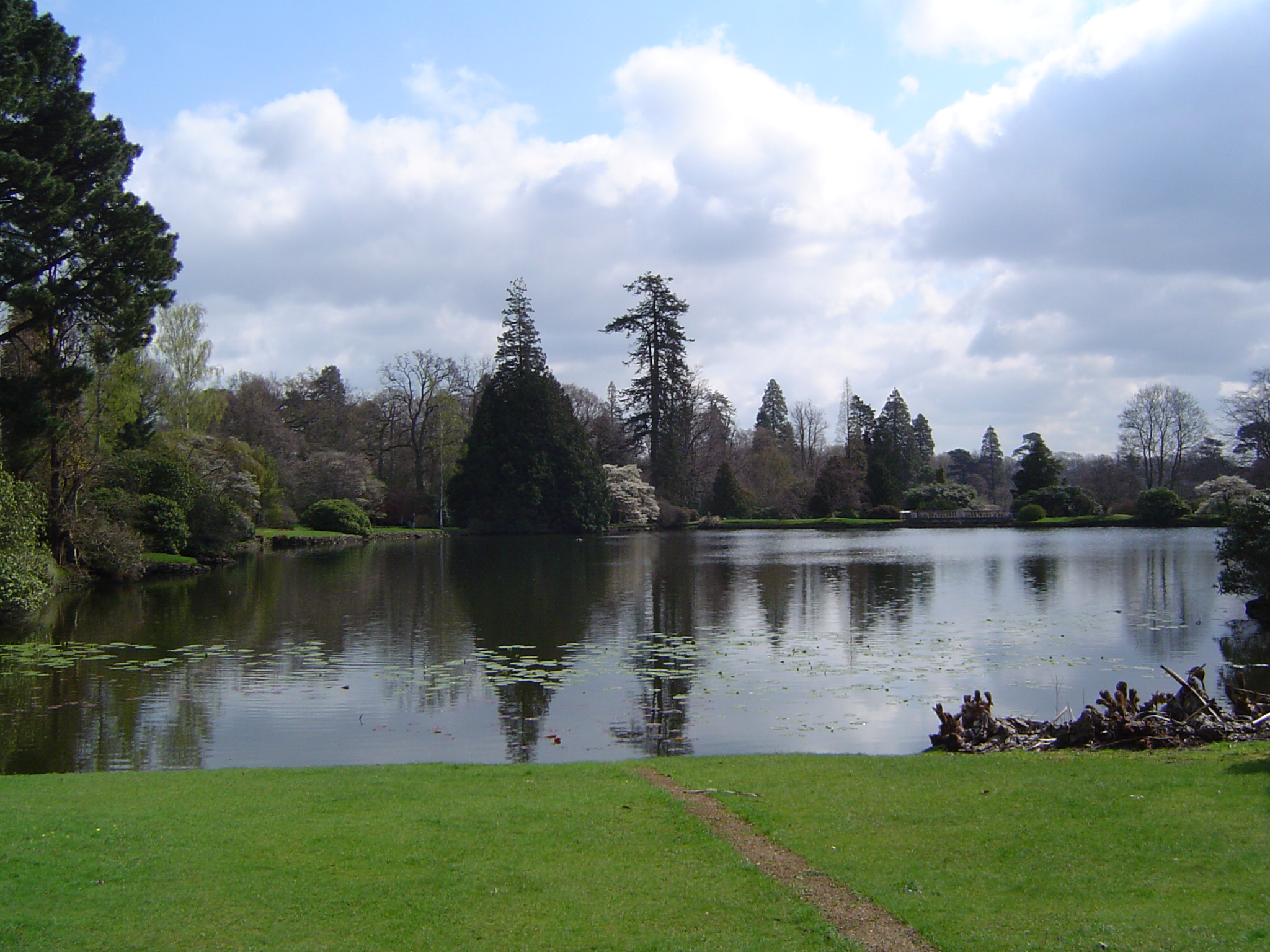
Jardí de Sheffield Park

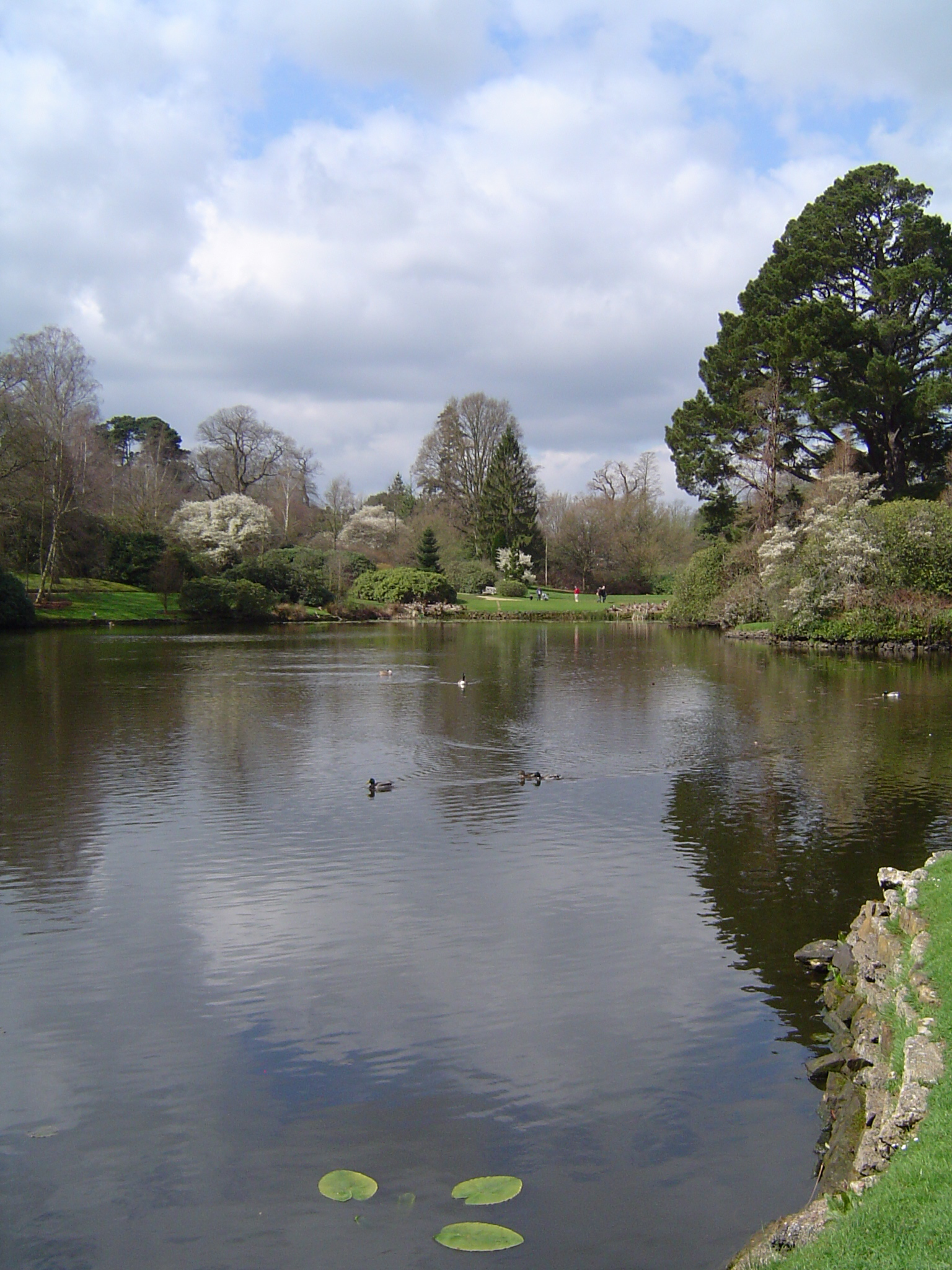
Jardí de Sheffield Park

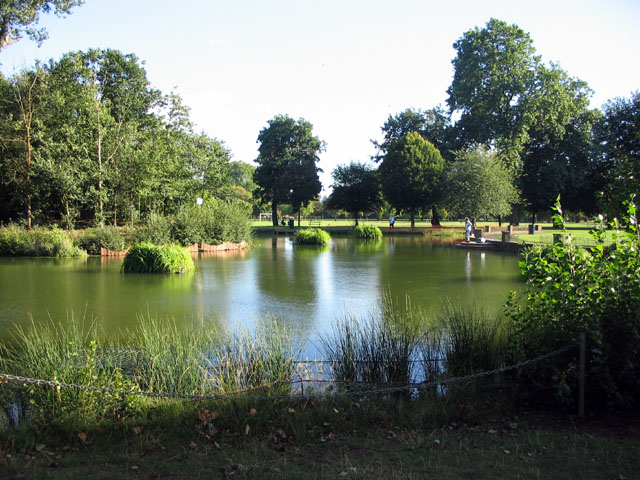
L'estany de Victoria Park, Londres

Fins al segle xviii, la influència francesa es va estendre a Anglaterra en l'arquitectura i en l'art dels jardins. Les composicions «a la francesa», nascudes del jardí italià, són extremadament estructurades, impliquen parterres geomètrics, jocs de simetria i de perspectiva. L'objectiu era, aleshores, domesticar la natura.
El mestre jardiner Georges London va portar aquest estil a l'extrem del «clàssic holandès», amb boixos estrictament tallats, i formes verdes immòbils.
La voga d'aquest tipus de jardí va acabar a Anglaterra sota la influència d'una estètica privilegiant el redescobriment de la natura sota el seu aspecte salvatge i poètic. I no n'era l'objectiu controlar la natura, sinó de gaudir-ne.
Des de mitjans del segle xviii, en una Anglaterra en plena preindustrialització, el jardí irregular és una reacció a la rigidesa de les fàbriques.
Aquesta concepció s'escampava per Europa. A Versalles, es crea un jardí a l'anglesa al Petit Trianon per la reina Marie-Antoinette. Amb pujols artificials, comprèn un petit llac, una gruta i un mirador. Una xarxa de camins de passeigs ofereix una multitud des de punts de vista acuradament calculats sobre tots els elements destacables del paisatge.

## Característiques del jardí a l'anglesa
- La seva concepció és irregular: camins tortuosos, vegetació en aparença no domesticada, donant una impressió natural. Els accidents del terreny (sots, pendents) són conservats i explotats.
- Presència d'arbusts, de maleses i d'elements arquitecturals que participen en la seva decoració: Folie (fàbrica de jardí), roques, estàtues, bancs.
- Associació de diverses espècies ornamentals. Les formes i els colors dels vegetals són variats. Les gespes i els camins que guarneixen el jardí inciten a passejar-s'hi.
- L'itinerari no és abalisat: el passeig en un jardí a l'anglesa deixa una gran part a la sorpresa i al descobriment. No hi ha passejos rectilinis guiant les passes del passejant sinó més aviat una mena «de vagareig poètic».

Aquest tipus de jardí no és només un lloc tancat. Es defineix com a paisatge. Es defineix com a obra d'art.

## L'estètica del jardí a l'anglesa

### Objectius estètics
- Imitar la natura.
- Inspirar-se en el seu costat salvatge.
- Recrear l'efecte produït per la natura sobre l'ànima humana.
- Exhalar la poesia d'un lloc.
- Recrear una decoració natural en un plantejament tant artístic com arquitectural. La tria dels colors i de les formes tenint per objectiu compondre una «pintura viva» en oposició a l'estil clàssic holandès, aleshores a la seva plenitud. El poeta Joseph Addison "prefereix contemplar un arbre en tota l'exuberància de les seves branques i dels seus rams més que quan és tallat i retallat en figura geomètrica" i l'escriptor Alexander Pope posa aquestes idees en pràctica al seu jardí de Twickenham.
- El rebuig a la regularitat topològica crea una estètica de la renovació.

Segons les estacions i els moments de la jornada, el jardí «a l'anglesa» ofereix sensacions i vistes diferents. La metamorfosi dels elements crea un lloc constantment renovat. La relació amb la natura i, per tant, amb el món, es reinventa permanentment.

### Evolució de l'estètica
Els jardins «a l'anglesa» coneixen una evolució estètica al llarg del segle xviii i després al segle xix.
- Al començament del segle xviii, componen paisatges evocant l'antiguitat clàssica. Oberts sobre el camp, apareixen com una prolongació del jardí. És el jardí anglès idíl·lic.
- A la meitat del segle xviii, la composició paisatgista ha de ser sòbria i sensual. És el jardí anglès sublim.
- Al final del segle xviii, el jardí «a l'anglesa» ha d'implicar accidents de terreny (sots, pujols, pendents...) i jugar sobre un contrast entre elements pentinats (és a dir, regulars) i salvatges. És el jardí anglès pintoresc.
- El jardí pintoresc «a l'anglesa» s'ha fet un gènere europeu al segle xix. Sota el Segon imperi, va ser fins i tot l'art oficial dels jardins a França.
- Al segle xix, a Anglaterra, el jardí «a l'anglesa» coneix les mutacions estètiques sota la influència de personalitats de temperament artístic afirmat com Gertrude Jekyll (1843-1932). En aquest període, el jardí «a l'anglesa» es defineix més aviat com un lloc d'experimentació artística. Gertrude Jekyll introdueix els massissos virolats de vivaços en platabandes de flors, encara utilitzats i admirats actualment sota el nom de mixed-borders. Nombroses obres li són consagrades.

Aquest tipus de jardí és qualificat de jardí burgès, ja que concedeix un lloc important a la fragmentació manierista dels espais i a l'exaltació de la virtuositat en el maneig de les espècies naturistes per produir efectes de colors.

## Simbologia del jardí a l'anglesa
Aquesta mena de jardí es defineix com a paisatge i pintura. El seu agençament irregular, oposat a l'ordre del «jardí a la francesa», el guarneix amb una simbologia de llibertat que va trobar necessàriament un ressò durant la Revolució Francesa: al jou del «jardí a la francesa» s'oposava la lliure concepció anglesa de tradició whig. El rebuig a la simetria semblava aleshores un rebuig als codis. Es va fer el símbol d'una emancipació davant la monarquia absoluta i els seus representants.
Es tracta, tanmateix, d'una «decoració» reconstituïda: així, per a la comoditat dels passejants, un banc pot ser col·locat per tal de contemplar un estany o d'aprofitar l'ombra dels arbres. El salvatgisme de la natura és recreat, suavitzat. L'evolució que aquest tipus de jardí va conèixer al segle xix il·lustra bé aquesta recreació idealitzada de la natura.

## Exemples
- Jardins de Métis, al Quebec.
- França:
  - Jardin du Petit Trianon a Versalles, magistralment restaurat entre l'any 2000 i el 2007.
  - Jardin públic de Cognac.
  - Jardí anglès del Château de Compiègne.
  - Jardí del parc Monceau a París.
  - Parc de la Tête d'Or a Lió.
  - Parc d'Ermenonville.
  - Château de Fontaine-Henry